# طوني كولينز
طوني كولينز (بالإنجليزية: Tony Collins)‏ (19 مارس 1926 في المملكة المتحدة - 8 فبراير 2021) هو مدرب كرة قدم ولاعب كرة قدم بريطاني في مركز الهجوم. لعب مع شيفيلد وينزداي وكريستال بالاس ونادي توركي يونايتد ونادي روتشديل ونادي واتفورد ونادي يورك سيتي ونورويتش سيتي.

## وصلات خارجية
- طوني كولينز على موقع قاعدة بيانات كرة القدم.إي يو (الإنجليزية)
- طوني كولينز على موقع Soccerbase.com (مدرب) (الإنجليزية)